# 慶祺 (清朝宗室)
宗室慶祺（1805年—1860年），榜名宗室慶安，字心恭，号雲舫，第六族正蓝旗宗室，清朝官员，进士出身。

## 生平事迹
道光五年（1825年）乙酉科，顺天乡试中第八名举人，十二年（1832年）壬辰科，成二甲二十一名进士。
中进士后任翰林院庶吉士，散馆后授吏部主事，道光十七年丁酉科四川乡试副考官，經局洗马，日讲起居注官，批本处行走，詹事府春坊右庶子、左庶子，翰林院侍讲、侍读学士，太仆寺卿，太常寺卿，道光二十五年任都察院左副都御史，二十六年升盛京户部侍郎管理奉天府尹事务，道光二十九年任兵部右侍郎，道光三十年任正蓝旗总族长，同年担任庚戌科满洲翻译乡试阅卷大臣。
咸丰年间任仓场侍郎，直隶泰宁镇总兵兼总管内务府大臣，咸丰五年得勇号花尚阿巴圖魯，先后任西安将军、盛京将军，咸丰八年授直隶总督，咸丰九年授太子太保，卒于咸丰十年（1860年），谥恭肅。

## 家庭及关联
慶祺是和硕恭亲王常颖的五世孙，其子延煦是咸丰丙辰科进士，后官礼部尚书，其孙会章，光绪丙子科进士，官理藩院右侍郎。祖孙三代皆为进士翰林，一时之间傳为佳话。